# Старі Скоморохи
Старі Скоморохи́ — село Івано-Франківського району Івано-Франківської області. Входить до складу Більшівцівської селищної громади.

## Історія
Перша письмова згадка про село відноситься до 4 лютого 1437 року.
У податковому реєстрі 1515 року в селі документується 3 лани (близько 75 га) оброблюваної землі.
В 1897 р. через село пролягла Східньогалицька локальна залізниця (існувала до 1944 р.).
У 1939 році в селі проживало 1210 мешканців (730 українців, 105 поляків, 80 польських колоністів, 290 латинників, 5 євреїв).
За даними облуправління МГБ у 1949 р. в Більшівцівському районі підпілля ОУН найактивнішим було в селах Бовшів, Нові Скоморохи і Старі Скоморохи.

## Релігія
Існувала громада римо-католиків, є покинутий костел.

## Уродженці
- Костянтин Бобикевич (1855—1884, с. Пасічна, нині в межах Івано-Франківська) — український письменник, молодіжно-громадський діяч, трагічно помер молодим.
- Німа Марія (1925 — 18 листопада 1950 р. біля с. Бережниця) — дружина Степана Слободяна, друкарка крайового проводу, з 1945 р. провідник жіночої сітки Калуського окружного проводу ОУН.